# Paul Pietsch
Paul Pietsch (Freiburg, 20 de junho de 1911 - Titisee-Neustadt, 31 de maio de 2012) foi um piloto de Fórmula 1 e publicitário alemão.

## Início da Carreira
Nascido em Freiburg, Pietsch começou sua carreira de corredor em 1932 com um Bugatti e um Alfa Romeo próprios.
Correndo com o Alfa Romeo, ele ganhou em 1933 o III Svenska Isloppet, em Hemfjärden, e em 1934, o I Vallentunaloppet em Vellentunasjön. 
No GP da Alemanha de 1935 ele correu pela Auto Union, e terminou em terceiro no GP da Itália depois de deixar o time com motores traseiros "difíceis de dirigir". Em 1937 ele pilotou um Maserati próprio. Suas melhores horas foram no GP da Alemanha de 1939, onde ele liderou 2 voltas antes da ignição falhar, o que o fez cair para terceiro. Ainda assim, foi um excelente resultado para um corredor sem patrocínio contra a equipe dominante Silver Arrows.

## Fórmula 1
Depois da guerra, ele participou em três temporadas de Fórmula 1, começando em 3 de Setembro de 1950. Ele dirigiu em um Alfa Romeo no GP da Alemanha de 1951, terminando com um acidente. Ele nunca pontuou no campeonato.

## Depois da carreira
Depois desse tempo, Pietsch foi um editor de sucesso de revistas de motos e automobilísticas. Sua companhia Motor Presse Stuttgart teve o maior marketing para tecnologia e revistas especiais da Europa. 
Em Junho de 2010, Pietsch foi considerado o mais velho Piloto de Fórmula um vivo, com 99 anos e o último piloto sobrevivente da Auto Union. No dia 20 de Junho de 2011, ocorre uma rally na Floresta Negra, entre Freiburg e o Museu da Mercedes em Stuttgart, para comemorar os 100 anos do corredor.